# 1099 Figneria
1099 Figneria је астероид главног астероидног појаса. Приближан пречник астероида је 29,39 ,
а средња удаљеност астероида од Сунца износи 3,193 астрономских јединица (АЈ).
Инклинација (нагиб) орбите у односу на раван еклиптике је 11,736 степени, а орбитални период износи 2084,236 дана (5,706 година). Ексцентрицитет орбите астероида износи 0,269.
Апсолутна магнитуда астероида износи 10,40 а геометријски албедо 0,141.
Астероид је откривен 13. септембра 1928. године.